# Федоренко Степан Антонович
Степан Антонович Федоренко (1917, с. Бузуків, тепер Черкаський район, Черкаська обл. — 27 лютого 1945) — радянський військовик, гвардії капітан.
Нагороджений орденами Червоного Прапора, Вітчизняної війни 1-го ступеня, двічі — Вітчизняної війни 2-го ступеня та орденом Червоної Зірки.
Українець, член КПРС. Під час війни — командир мінометної батареї 1-го гвардійського кавалерійського корпусу. Важко поранений у боях у Нижніх Бескидах (Польща).
Помер від ран 27 лютого 1945 року. Похований у Львові на Пагорбі Слави.